# 常金丸村
常金丸村（つねかねまるむら）は、広島県芦品郡にあった村。現在の福山市の一部にあたる。

## 地理
神谷川の上流域に位置していた。

## 歴史
- 1889年（明治22年）4月1日、町村制の施行により、芦田郡金丸村、常村が合併して村制施行し、常金丸村が発足[1][2]。旧村名を継承した金丸、常の2大字を編成[2]。
- 1898年（明治31年）10月1日、郡の統合により芦品郡に所属[1][2]。
- 1955年（昭和30年）2月1日、芦品郡新市町、戸手村、網引村と合併し、新市町が存続して廃止された[1][2]。

### 地名の由来
合併村名を組み合わせたもの。

## 産業
- 農業[2]